# Anchilophus
Anchilophus is een geslacht van uitgestorven perissodactyle zoogdieren dat behoort tot de familie Palaeotheriidae. Het leefde tussen het Midden- en het Laat-Eoceen (ongeveer 42 - 37 miljoen jaar geleden) en zijn fossiele overblijfselen zijn gevonden in Europa.

## Beschrijving
Van middelgroot tot klein formaat, moet dit dier vaag hebben geleken op de huidige duikers. De bouw van het lichaam was licht; de snuit was slank en langwerpig en de jukbeenboog was dun. Het schedelgewelf was behoorlijk gezwollen. De laatste premolaren waren enigszins kiesachtig; Anchilophus werd gekenmerkt door lophodonte tanden (met ribbels) en door smalle en enigszins hypsodonte kiezen en premolaren. Bij de verwante Metanchilophus waren deze kenmerken minder uitgesproken.

## Classificatie
Het geslacht Anchilophus werd voor het eerst beschreven in 1852 door Paul Gervais, op basis van fossiele resten die in Frankrijk in Eoceenbodems werden gevonden. De geslachtsnaam betekent "nabij kam". Anchilophus is op verschillende manieren beschouwd als een basale palaeotheriide of een pachinolophide, en in beide gevallen werd het beschouwd als onderdeel van een straling van basale perissodactylen die zich tijdens het Eoceen ontwikkelden. Het wordt momenteel beschouwd als een palaeotheriide, maar binnen een eigen groep (Anchilophini) inclusief de verwante Metanchilophus; beide geslachten werden gekenmerkt door slanke lichamen en brachydonte of matig hypsodontale kiezen. De anchilophussoorten bleven bestaan tijdens het Eoceen, in tegenstelling tot de vergelijkbare archaïsche palaeotheriiden als Pachynolophus, die een paar miljoen jaar eerder uitstierven. Volgens de meest recente classificaties worden aan Anchilophus drie soorten toegeschreven: Anchilophus desmaresti (de typesoort), Anchilophus remyi en Anchilophus jeanteti; deze laatste twee soorten worden toegeschreven aan het ondergeslacht Paranchilophus (Remy, 2012). Overblijfselen van Anchilophus zijn gevonden in Frankrijk, Spanje, Zwitserland en het Verenigd Koninkrijk.

## Paleo-ecologie
Net als veel andere kleine perissodactylen uit het Eoceen, is het waarschijnlijk dat Anchilophus een dier was dat in bossen of aan de rand van meren leefde, en dat het zich voedde met vrij zacht plantaardig materiaal.